# Leucocarbo bougainvillii
Leucocarbo bougainvillii là một loài chim trong họ Cốc.
Loài này được tìm thấy trên bờ biển Thái Bình Dương của Peru và bắc Chile. (quần thể ở Argentina trên bờ biển Đại Tây Dương Patagonia dường như đã tuyệt chủng). Sau khi phạm vi sinh sản của nó lan về phía nam tới khu vực phía Nam của Chile và phía bắc Ecuador, và cũng đã được ghi nhận đến phía bắc tận Panama và Colombia - có lẽ là một kết quả phân tán hàng loạt do thực phẩm thiếu hụt trong các năm có hiện tượng El Niño. Môi trường sinh sống chủ yếu của nó bao gồm các vùng nước biển nông và bờ đá.
Mùa sinh sản diễn ra quanh năm với đỉnh điểm vào tháng 11 và tháng mười hai. Tổ được xây dựng phân chim trên các đảo ngoài khơi hay các mũi đất từ xa. Có đến 3 tổ mỗi mét vuông tại các quần thể có mật độ cao. Mỗi tổ có 2-3 quả trứng có kích thước khoảng 63x40 mm.